# Unterwaldhausen
Unterwaldhausen è un comune tedesco di 286 abitanti situato nel land del Baden-Württemberg.